# Fundação Champalimaud

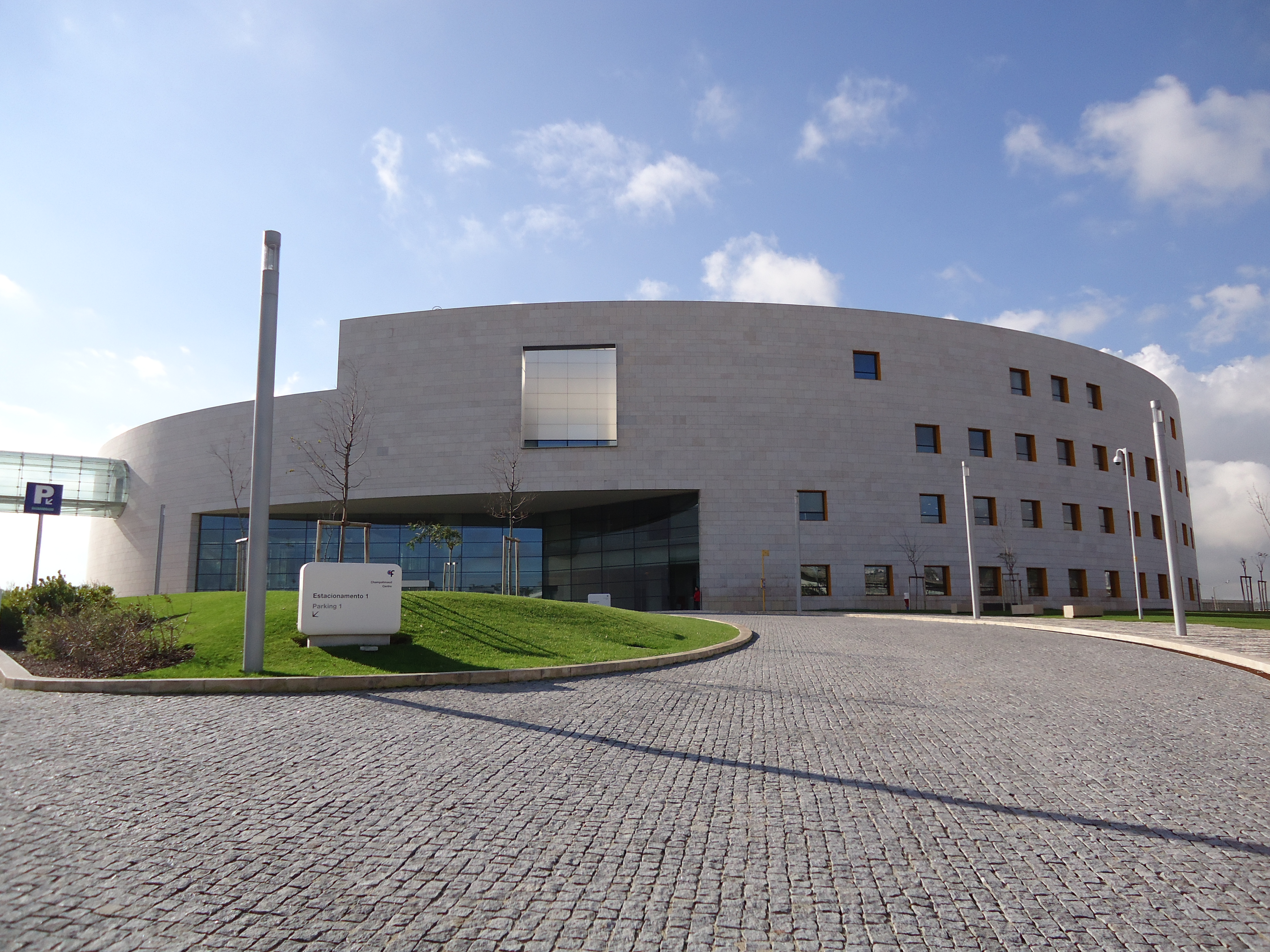
Centro de Investigação para o Desconhecido (Fundação Champalimaud, Lisboa).

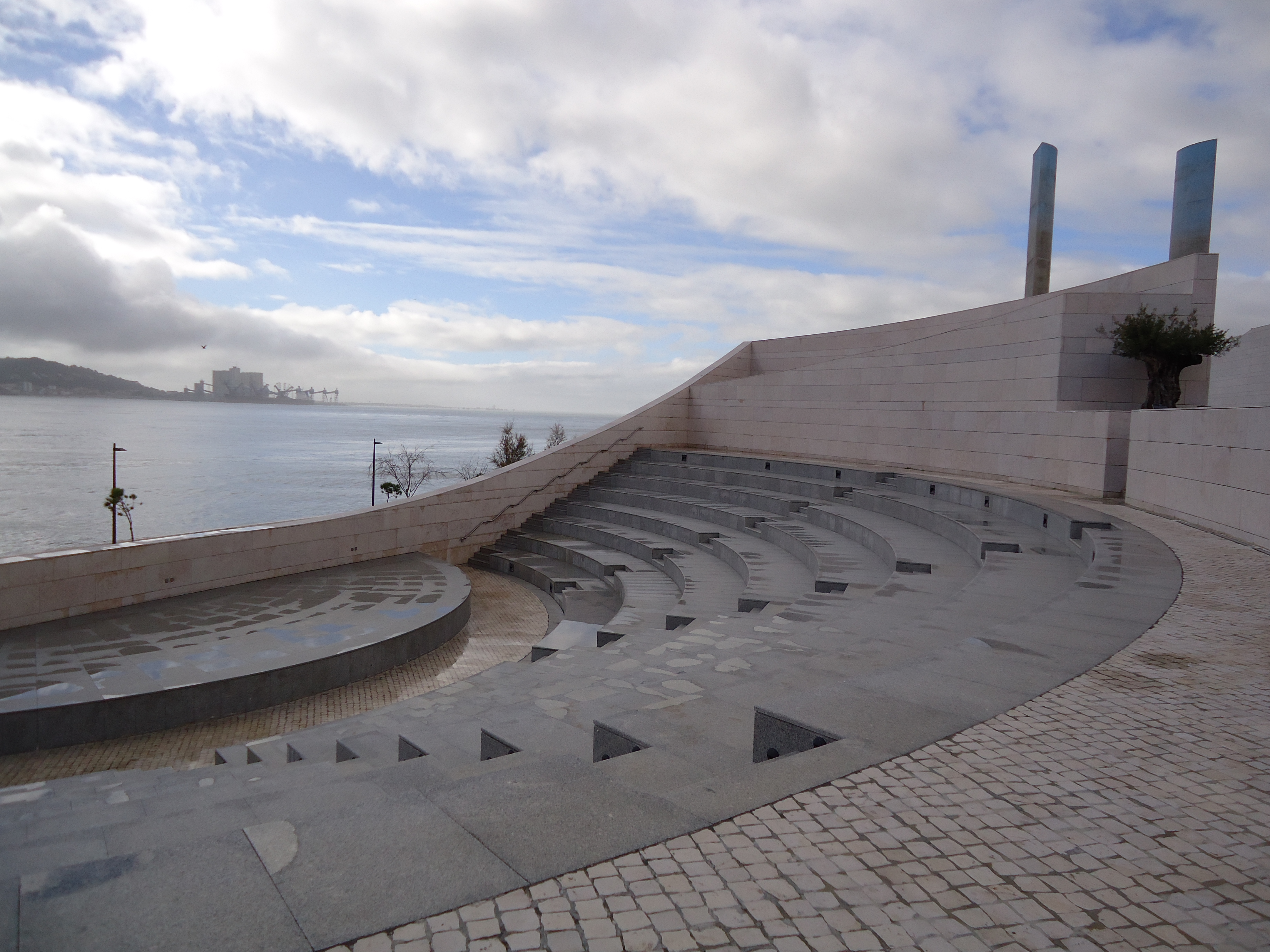
Centro de Investigação para o Desconhecido: anfiteatro sobre o rio Tejo.

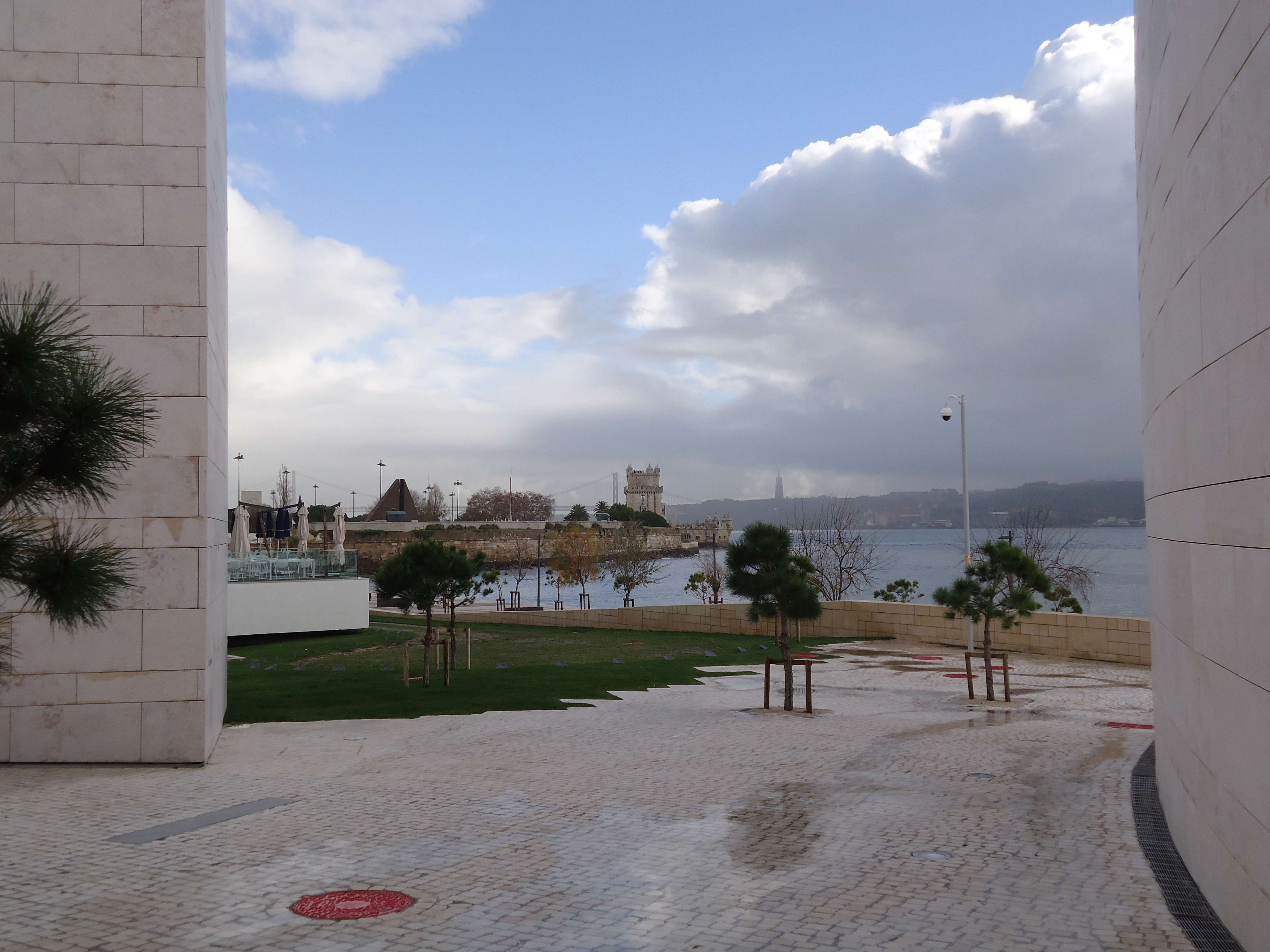
Centro de Investigação para o Desconhecido: aspeto dos jardins. Ao fundo, a Torre de Belém e o rio Tejo.

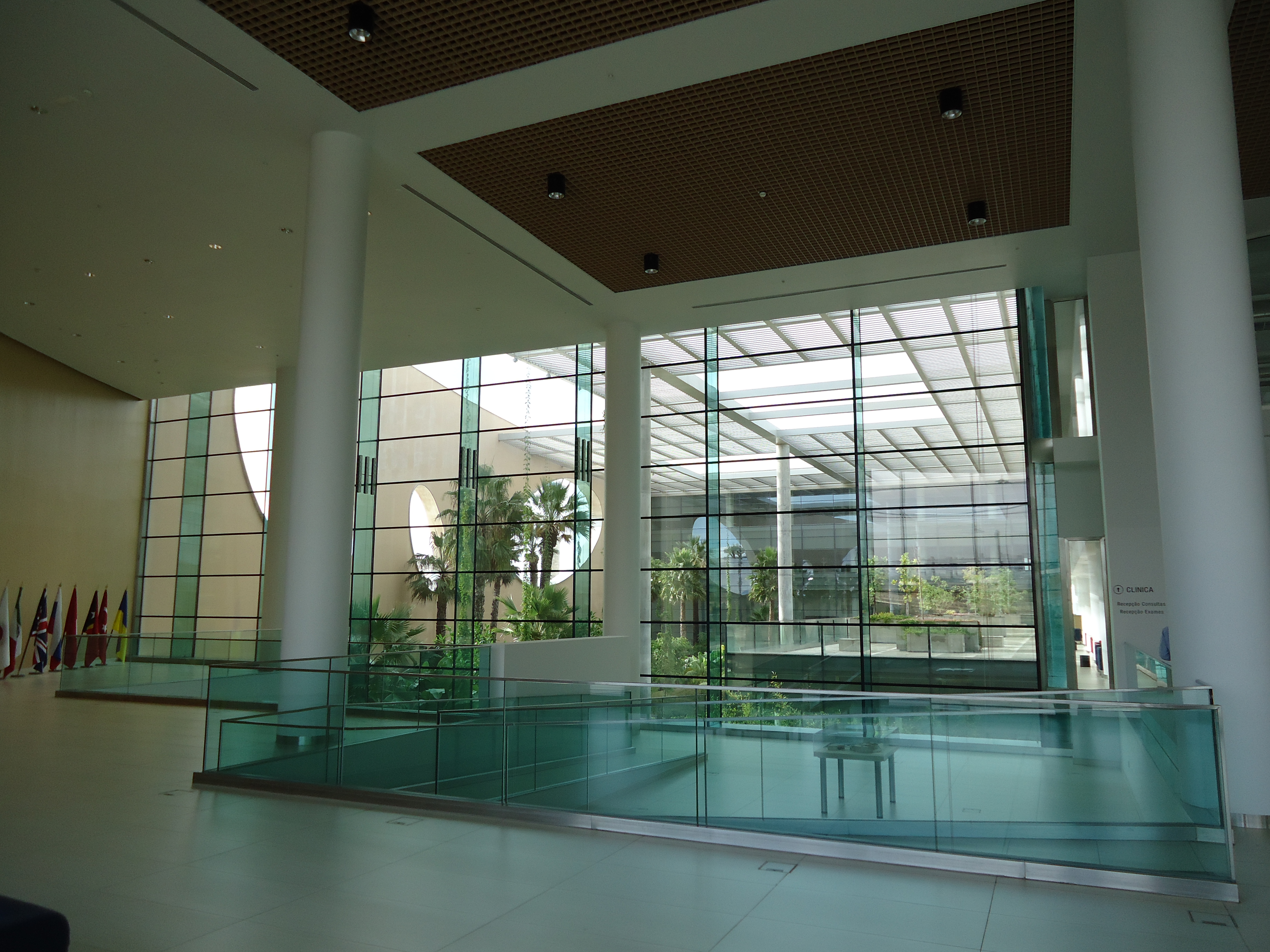
Centro de Investigação para o Desconhecido: aspeto da entrada de visitantes.

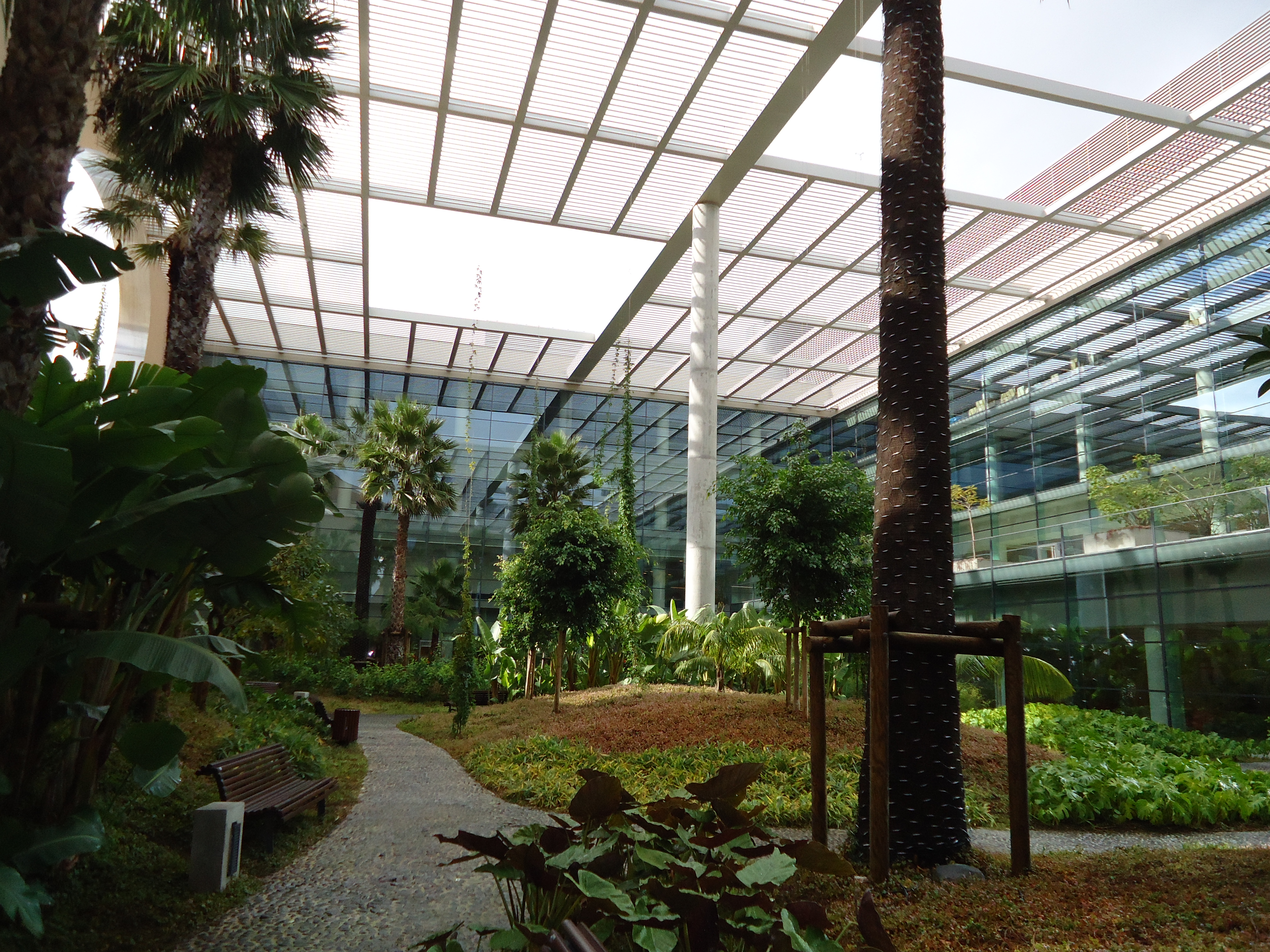
Centro de Investigação para o Desconhecido: aspeto do jardim tropical.

A Fundação Champalimaud, formalmente Fundação D. Anna de Sommer Champalimaud e Dr. Carlos Montez Champalimaud, é uma fundação portuguesa, sem fins lucrativos, com a finalidade de desenvolver atividades de pesquisa científica no campo da medicina.
Foi criada  por testamento do empresário António de Sommer Champalimaud em 2004, tendo sido registada oficialmente em 17 de dezembro desse ano.

## Localização e acessos
A sede da fundação situa-se em Pedrouços, no sudoeste de Lisboa, entre a via férrea e o Rio Tejo, em aterro anteriormente ocupado por instalações portuárias. Entre 2011 e 2013, a Carris manteve a carreira 98, ligando o complexo à estação C.P. mais próxima, com paragem intermédia no Restaurante Vela Latina.

## História
Com sede em Lisboa, o seu nome oficial é uma homenagem aos pais do seu instituidor. O empresário doou 500 milhões de euros para que a Fundação possa desenvolver, apoiar e promover a ciência em Portugal, tendo escolhido como sua presidente Leonor Beleza.
O objetivo da Fundação é promover a investigação científica na área da biomedicina, em especial nas áreas do cancro e neurociências.
Em relação ao Cancro, a Fundação optou por um modelo dirigido à obtenção de resultados na prevenção e no tratamento da doença: a investigação translacional, ou seja, o método que faz a ligação permanente entre a investigação básica e a investigação clínica, assegurando que as descobertas científicas se aplicam no desenvolvimento e no ensaio de soluções para os problemas que afligem as pessoas.
A investigação em neurociências tem por objetivo investigar as bases neuronais do comportamento.
A 4 de setembro de 2019, foi agraciada com o grau de Membro-Honorário da Ordem do Mérito.

## Centro de Investigação para o Desconhecido
O Centro de Investigação para o Desconhecido da Fundação Champalimaud é um projeto de autoria do arquiteto goês Charles Correa. Foi inaugurado a 5 de outubro de 2010.
Implanta-se num terreno de 65 mil metros quadrados localizado na zona ribeirinha de Pedrouços. É um local privilegiado à margem do rio Tejo, próximo da Torre de Belém, simbólico por ser de onde os navegadores portugueses partiram há cinco séculos rumo ao "desconhecido". 
O conjunto inclui dois blocos principais: o centro de pesquisa / centro de tratamento do cancro, e o auditório (ligados por um passadiço elevado). Possui ainda jardins e um anfiteatro ao ar livre.

## Botton-Champalimaud Pancreatic Centre
Este centro está localizado num terreno adjacente ao Centro Champalimaud, na margem do rio Tejo, próximo da Torre de Belém, em Lisboa, sendo o primeiro centro do mundo dedicado em simultâneo à investigação e ao tratamento do cancro do pâncreas. A sua inauguração ocorreu em 27 de setembro de 2021, 11 anos depois da inauguração do Centro Champalimaud para o Desconhecido.
O novo centro foi financiado por uma doação de 50 milhões de euros do casal espanhol Mauricio Botton Carasso (neto do fundador da empresa alimentar Danone) e Charlotte Botton, sua mulher, sendo a primeira vez que uma família estrangeira confia a uma instituição filantrópica portuguesa uma responsabilidade desta natureza. Mauricio Carasso faz parte da terceira geração de uma família de judeus sefarditas.

## Pacientes Internacionais na Fundação Champalimaud
A Fundação Champalimaud dispõe do International Patient Office, um gabinete que proporciona todo o apoio a pacientes internacionais, desde a marcação de consultas de especialidade até à análise cuidada - por parte da equipa de Especialistas - do processo clínico destes doentes internacionais, bem como o estudo da elegibilidade para os tratamentos que o Centro Clínico Champalimaud dispõe. 

## Prémio internacional
A organização instituiu o "Prémio António Champalimaud de Visão" atribuído a instituições de qualquer país do mundo que se destaquem no combate às doenças que afetem a visão. O Prémio de Visão é atribuído nos anos ímpares e tem o valor de um milhão de euros, alternando entre a investigação científica na área da biomedicina e instituições com efetivo contributo no alívio de problemas visuais, sobretudo nos países em desenvolvimento.
Até à data, os vencedores do prémio foram:
- 2007 — Aravind Eye Care System - Índia[9]
- 2008 — Jeremy Nathans e King-Wai Yau, da Universidade Johns Hopkins
- 2009 — Helen Keller International
- 2010 — J. Anthony Movshon e William Newsome
- 2011 - Programa Africano de Controlo da Oncocercose
- 2012 - David Williams e uma equipa liderada por James Fujimoto. O valor de um milhão de euros foi dividido pelas duas equipas, pelo desenvolvimento de duas técnicas para ajudar a observação da estrutura do olho humano.
- 2013 -  Nepal Netra Jyoti Sangh, Eastern Regional Eye Care Programme, Lumbini Eye Institute e Tilganga Institute of Ophthalmology
- 2014 - Napoleone Ferrara, Joan Miller, Evangelos Gragoudas, Patricia D'Amore, Anthony Adamis, George King e Lloyd Paul Aiello.
- 2015 - Projeto Kilimanjaro
- 2016 - Christine Holt, Carol Mason, John Flanagan e Carla Shatz. O valor total do Prémio, de um milhão de euros, foi distribuído entre estes quatro investigadores
- 2017 - Sightsavers e Christian Blind Mission (CBM)

## O melhor local para trabalhar
Em 2012 a Fundação Champalimaud ficou em primeiro lugar na lista dos melhores sítios para trabalhar fora dos Estados Unidos, selecionada pela revista norte-americana The Scientist. Mais de 1.500 cientistas responderam ao inquérito para a escolha dos melhores sítios para investigadores pós-doutorados trabalharem tanto nos EUA como fora.